# 100% Doubt !!
100% Doubt !! (ダウト!!, Dauto!!) est un manga shōjo de Kaneyoshi Izumi prépublié dans le Betsucomi et publié par Shōgakukan entre 2000 et 2002. En France, il a été publié par les éditions Kazé jusqu'en 2015.

## Histoire
Le mot “ Jimmy ” est un terme argotique qui désigne les filles moches et ringardes. Ai Maekawa, 15 ans, décide de rompre avec son triste passé de jimmy au collège et entre au lycée métamorphosée en superbe jeune fille, après avoir fourni d’exténuants efforts. Très vite, elle jette son dévolu sur Sô Ichinose, un garçon extrêmement populaire, mais on ne perd pas si facilement ses vieilles habitudes…

## Personnages
Ai Maekawa15 ans, lycéenne, ancienne  Jimmy . C'est l'héroïne de l'histoire.
Sô Ichinose15 ans, lycéen, il est le garçon le plus populaire du lycée, il attire spécialement Ai Maekawa.

## Manga

### Liste des volumes
| no | Japonais        | Japonais   | Français         | Français          |
| no | Date de sortie  | ISBN       | Date de sortie   | ISBN              |
| -- | --------------- | ---------- | ---------------- | ----------------- |
| 1  | 24 août 2000    | 4091372295 | 12 novembre 2009 | 978-2-84965-721-8 |
| 2  | 24 février 2001 | 4091372309 | 28 janvier 2010  | 978-2-84965-740-9 |
| 3  | 26 juin 2001    | 4091372716 | 11 mars 2010     | 978-2-84965-774-4 |
| 4  | 26 février 2002 | 4091372724 | 20 mai 2010      | 978-2-84965-827-7 |
| 5  | 25 mai 2002     | 4091372732 | 12 août 2010     | 978-284965-917-5  |
| 6  | 23 août 2002    | 4091372740 | 14 octobre 2010  | 978-2-84965-963-2 |